# Ocean of Confusion: Songs of Screaming Trees 1989-1996
Albums de Screaming Trees
Nearly Lost You
(2001)
Ocean of Confusion: Songs of Screaming Trees 1989-1996 est le troisième album de compilation du groupe Grunge américain, Screaming Trees.
Il est sorti en mai 2005, soit 5 années après la dissolution du groupe. Il regroupe des titres enregistrés de 1989 à 1996 pour le label Epic Records.
Il comprend 3 titres de l'album Uncle Anesthesia (1991), 7 titres de Sweet Oblivion, 5 titres de Dust, 2 titres inédits, la face B du single Nearly Lost You et un titre du Ep Something About Today.

## Musiciens du groupe
- Mark Lanegan : chant.
- Garry Lee Gonner : guitares.
- Van Gonner : basse
- Barett Martin : batterie, percussions.
- Mark Pickerel : batterie, percussions sur les titres marqués (*)

## Musiciens additionnels
- Chris Cornell : chœurs sur Alice Said.
- Terry Date : chœurs sur Alice Said.
- Scott Miller : chœurs sur Alice Said.
- Jeff McGraph : trompette sur Disappearing.
- Chris Goss : chœurs sur Make My Mind.
- Benmont Tench : orgue, piano, piano électrique sur Dying Days, mellotron sur Traveler.
- Mike McCready : solo de guitare sur Dying Days.
- George Drakoulias : percussions sur les titres de 15 à 19.
- Brian Jenkins : chœurs sur Traveler.
- Milori : violoncelle sur Sworn and Broken.
- 21st Street Singers: chœurs sur Dying Days.

## Liste des titres
| No  | Titre                                                        | Auteur                                          | Durée |
| --- | ------------------------------------------------------------ | ----------------------------------------------- | ----- |
| 1.  | Who Lies in Darkness (*) (du Ep Something About Today, 1990) | Lee Gonner / Mark Lanegan                       | 4:02  |
| 2.  | Alice Said (*) (de Uncle Anesthesia, 1991)                   | L. Gonner / Lanegan                             | 4:11  |
| 3.  | Disappearing (*) (de Uncle Anesthesia, 1991)                 | L. Gonner / Lanegan                             | 3:12  |
| 4.  | Ocean of Confusion (*) (de Uncle Anesthesia, 1991)           | L. Gonner / Lanegan                             | 3:05  |
| 5.  | Shadow of the Season (de Sweet Oblivion, 1992)               | L. Gonner / Lanegan                             | 4:34  |
| 6.  | Nearly Lost You (de Sweet Olivion, 1992)                     | L. Gonner / Van Gonner / Lanegan                | 4:07  |
| 7.  | Dollar Bill (de Sweet Oblivion, 1992)                        | V. Gonner / Lanegan                             | 4:35  |
| 8.  | More or Less (de Sweet Oblivion, 1992)                       | L. Gonner / V. Gonner / Lanegan                 | 3:11  |
| 9.  | For Celebration Past (de Sweet Oblivion, 1992)               | L. Gonner / V. Gonner / Lanegan / Barett Martin | 4:09  |
| 10. | Julie Paradise (de Sweet Oblivion, 1992)                     | V. Gonner / Lanegan                             | 5:05  |
| 11. | Butterfly (de Sweet Oblivion, 1992)                          | L. Gonner / V. Gonner / Lanegan                 | 3:22  |
| 12. | E.S.K. (Face B du single Nearly Lost you)                    | L. Gonner / Lanegan                             | 4:09  |
| 13. | Watchpocket Blues (titre inédit, 1994)                       | L. Gonner / Lanegan                             | 5:14  |
| 14. | Paperback Bible (titre inédit, 1994)                         | L. Gonner / V. Gonner / Lanegan                 | 3:07  |
| 15. | Make My Mind (de Dust, 1996)                                 | L. Gonner / V. Gonner / Lanegan                 | 4:11  |
| 16. | Dying Days (de Dust, 1996)                                   | L. Gonner / V. Gonner / Lanegan / Martin        | 4:51  |
| 17. | Sworn and Broken (de Dust, 1996)                             | L. Gonner / V. Gonner / Lanegan                 | 3:34  |
| 18. | Witness (de Dust, 1996)                                      | L. Gonner / V. Gonner / Lanegan                 | 3:39  |
| 19. | Traveler (de Dust, 1996)                                     | L. Gonner / V. Gonner / Lanegan                 | 5:22  |